# 366 Vincentina
366 Vincentina (mednarodno ime je 366 Vincentina) je asteroid tipa Ch (po SMASS)v asteroidnem pasu. 

## Odkritje
Asteroid je odkril francoski astronom Auguste Charlois ( 1864 – 1910) 21. marca 1893 v Nici. Poimenovan je po italijanskem astronomu Vincenzu Cerulliju (1859 – 1927).

## Lastnosti
Asteroid Vincentina obkroži Sonce v 5,6 letih. Njegova tirnica ima izsrednost 0,0552, nagnjena pa je za 10,554° proti ekliptiki. Njegov premer je okoli 93,8km. .